# Ribeirão Feijão Cru
O ribeirão Feijão Cru é um curso de água do estado de Minas Gerais. É um afluente da margem direita do rio Pomba e, portanto, um subafluente do rio Paraíba do Sul.
Apresenta 18 km de extensão e drena uma área de 97 km². Sua nascente localiza-se no município de Leopoldina, a uma altitude de aproximadamente 480 metros. O ribeirão atravessa a área central da cidade de Leopoldina. Na zona rural do município, cerca de 6 km após receber o ribeirão do Banco, seu principal afluente, o Ribeirão Feijão Cru tem sua foz no rio Pomba.
O curso d'água aparece com o nome Feijão Cru em documentos oficiais desde 1817, como referência para demarcação das sesmarias concedidas às famílias dos primeiros povoadores de Leopoldina. Segundo a tradição local, o nome se deve a um incidente ocorrido no início do século XIX, quando os tropeiros que trafegavam pela bacia do rio Pomba acamparam em uma clareira ao lado de um córrego e acenderam o fogo para espantar os animais e cozinhar a refeição. O cozinheiro dormiu ao lado da fogueira e permitiu que o fogo se apagasse, o que deixou completamente cru o feijão que estava sendo preparado.